# Stans
Stans é uma comuna da Suíça, no Cantão Nidwald, com cerca de 7.381 habitantes. Estende-se por uma área de 11,08 km², de densidade populacional de 666 hab/km². Confina com as seguintes comunas: Buochs, Dallenwil, Ennetbürgen, Ennetmoos, Oberdorf, Stansstad.
A língua oficial nesta comuna é o Alemão.